# Čang Song-ho
Čang Song-ho (korejsky 장성호), (* 12. ledna 1978 Jižní Korea) je bývalý reprezentant Jižní Koreje v judu. Je majitelem stříbrné olympijské medaile.

## Sportovní kariéra
Patřil k nejlepším judistům své doby. Velmi dobře kombinoval techniku s dynamikou. Měl tu smůlu, že v době jeho největší slávy zápasil fenomenální Kósei Inoue.
Jeho první účast na olympijských hrách v Sydney v roce 2000 skončila v prvním kole na outsiderovi z Alžírska. V roce 2004 startoval na olympijských hrách podruhé. V Athénách ve čtvrtfinále otočil v poslední minutě chabareliho strhem nepříznivě vyvíjející se duel s Izraelcem Arielem Ze'evim. Semifinále opanoval a ve finále nastoupil proti Igoru Makarovovi. Podsaditý Bělorus se ujal v závěru vedení po zvedačce na wazari a tento náskok s problémy uhlídal do konce. Čang získal stříbrnou olympijskou medaili.
V roce 2008 startoval na olympijských hrách potřetí. V Pekingu nestačil ve druhém kole Mongolu Tüvšinbajarovi o koku. Obsadil 7. místo.

## Výsledky

### Váhové kategorie
| Turnaj            | 1996           | 1997           | 1998           | 1999           | 2000           | 2001           | 2002           | 2003           | 2004           | 2005           | 2006           | 2007           | 2008           |
| Turnaj            | 18             | 19             | 20             | 21             | 22             | 23             | 24             | 25             | 26             | 27             | 28             | 29             | 30             |
| Turnaj            | polotěžká váha | polotěžká váha | polotěžká váha | polotěžká váha | polotěžká váha | polotěžká váha | polotěžká váha | polotěžká váha | polotěžká váha | polotěžká váha | polotěžká váha | polotěžká váha | polotěžká váha |
| ----------------- | -------------- | -------------- | -------------- | -------------- | -------------- | -------------- | -------------- | -------------- | -------------- | -------------- | -------------- | -------------- | -------------- |
| Olympijské hry    | —              |                |                |                | úč.            |                |                |                | 2.             |                |                |                | 7.             |
| Mistrovství světa |                | —              |                | 2.             |                | 3.             |                | —              |                | úč.            |                | —              |                |
| Asijské hry       |                |                | —              |                |                |                | 2.             |                |                |                | 1.             |                |                |
| Mistrovství Asie  | —              | —              |                | 1.             | —              | —              |                | 2.             | 2.             | 1.             |                | —              | 2.             |
| MS juniorů        | 1.             |                |                |                |                |                |                |                |                |                |                |                |                |

### Bez rozdílu vah
| Turnaj            | 1996 | 1997 | 1998 | 1999 | 2000 | 2001 | 2002 | 2003 | 2004 | 2005 | 2006 | 2007 | 2008 |
| Turnaj            | 18   | 19   | 20   | 21   | 22   | 23   | 24   | 25   | 26   | 27   | 28   | 29   | 30   |
| ----------------- | ---- | ---- | ---- | ---- | ---- | ---- | ---- | ---- | ---- | ---- | ---- | ---- | ---- |
| Mistrovství světa |      | —    |      | —    |      | —    |      | —    |      | 5.   |      | —    | —    |